# Brave New World (Iron Maiden)
Brave New World (2000) is het 12e studioalbum van de Britse heavy metalgroep Iron Maiden. Het album werd opgenomen met de teruggekeerde zanger Bruce Dickinson en gitarist Adrian Smith en werd het eerste Iron Maiden-album met 3 gitaristen.

## Tracklist
1. "The Wicker Man" (Smith, Harris, Dickinson)
2. "Ghost Of The Navigator" (Gers, Dickinson, Harris)
3. "Brave New World" (Murray, Harris, Dickinson)
4. "Blood Brothers" (Harris)
5. "The Mercenary" (Gers, Harris)
6. "Dream Of Mirrors" (Gers, Harris)
7. "The Fallen Angel" (Smith, Harris)
8. "The Nomad" (Murray, Harris)
9. "Out of the Silent Planet" (Gers, Dickinson, Harris)
10. "The Thin Line Between Love And Hate" (Murray, Harris)

## Singles
- The Wicker Man (8 mei 2000)
- Out Of The Silent Planet (23 oktober 2000)

## Bandleden
Bruce Dickinson - zang

Adrian Smith - gitaar

Dave Murray - gitaar

Janick Gers - gitaar

Steve Harris - basgitaar

Nicko McBrain - drums